# Дильские
Дильские — деревня в Кадуйском районе Вологодской области.
Входит в состав сельского поселения Семизерье (до 2015 года входила в Барановское сельское поселение), с точки зрения административно-территориального деления — в Барановский сельсовет.
Расположена на берегу Дильского ручья, впадающего в Суду. Расстояние по автодороге до районного центра Кадуя — 45 км, до центра сельсовета деревни Барановская — 12 км. Ближайшие населённые пункты — Горка, Еремеево, Подосинник.

## Население
| 2010 |
| ---- |
| 10   |

По переписи 2002 года население — 10 человек.